# Cyrtopodion rhodocauda
Cyrtopodion rhodocauda là một loài thằn lằn trong họ Gekkonidae. Loài này được Baig miêu tả khoa học đầu tiên năm 1998.